# Oryzomys kelloggi
Oryzomys kelloggi é uma espécie de roedor da família Cricetidae.
Apenas pode ser encontrada no Brasil.